# 奧本鎮區 (艾奧瓦州費耶特縣)
奥本鎮區（Auburn Township），美国艾奥瓦州费耶特县的一个鎮區，总面积95.12平方公里，总人口527（2010年美国人口普查）。